# Опанасенко Євген Володимирович
Євге́н Володи́мирович Опана́сенко (нар. 25 серпня 1990, Запоріжжя, Українська РСР, СРСР) — український футболіст, правий захисник футбольного клубу «Полтава».
Опанасенко був віце-капітаном та одним з лідерів іншого українського футбольного клубу — «Металурга» з міста Запоріжжя. Також відомий виступами у складі молодіжної збірної України. У складі команди «запорізьких козаків» Євген став срібним призером першої ліги чемпіонату України у сезоні 2011–2012 років, а у складі «Зорі» — бронзовим призером чемпіонату України у сезоні 2016–2017 років.

## Клубна кар'єра

### Перші роки
Євген Володимирович Опанасенко народився 25 серпня 1990 року в українському місті Запоріжжя. Юнак з дитинства цікавився футболом й почав займатися цим видом спорту в місцевій спортивній дитячо-юнацькій школі «Кристал», а також плаванням, яким регулярно займався у спорткомплексі «Стріла». Однак згодом юнаку прийшлося обирати між цими двома видами спорту й Опанасенко обрав футбол. Щоправда, за словами самого Євгена, якийсь час він перестав ходити на тренування у спортивній секції через погану успішність у загальноосвітній школі. Однак, у той же час батьку Євгена Опанасенка, Володимиру, подзвонив тренер Володимир Миколайович Марков й повідомив, що хлопця бажають подивитися у футбольній школі футбольного клубу «Металурга» з того ж міста. Вже після перегляду молодого футболіста його прийняли до школи футбольного клубу, у складі якої виступав у змаганнях Дитячо-юнацькій футбольній лізі України протягом чотирьох років з 2003 року по 2007 рік. Першим тренером у футбольній школі став Едуард Миколайович Тимошенко. Свій перший матч у складі СДЮШ Опанасенко провів 7 вересня 2003, у віці 13 років, проти юнаків з училища олімпійського резерву з міста Сімферополя, що закінчився з рахунком 0:3 на користь «козаків», а Євген провів 70 хвилин на футбольному полі.
Всього під час виступів у складі запорізької школи в дитячому чемпіонаті Євген провів 64 гри, де встиг забити 19 голів у ворота суперників. Разом з Опанасенком у СДЮШ грало ще декілька його майбутніх партнерів по команді, зокрема Віталій Вернидуб, Євген Пісоцький, Сергій Рудика тощо. Свій останній матч у складі СДЮШ Євген провів 2 травня 2007 року проти тієї ж команди, проти якої Опанасенко грав у першому своєму матчі у складі футбольної школи — Сімферопольського УОР, що закінчився з рахунком 3:0 на користь кримчан.
Однак, ще до закінчення виступів у школі, у віці 17 років, Євген почав долучатися до матчів дублюючого складу основної команди запорізького клубу, який на той час брав участь у другій лізі чемпіонату України. Так 10 квітня 2007 року юнак вперше вийшов на поле у матчі проти дублерів маріупольського футбольного клубу «Іллічівець», що його «козаки» програли з рахунком 2:0. Хлопець того дня відіграв 55 хвилини й відмінно відіграв. Під кінець свого навчання, у віці 17 років, навесні 2007 року Опанасенко почав залучатися до складу дублюючої команди та фарм-клубу. У складі «Металурга-2» та дубля Євген провів два сезони. 27 матчів з двома забитими м'ячами футболіст відіграв у фарм-клубі та сім матчів у першості дублерів. Разом із Опанасенком, до речі, у молодіжній команді також грав його багаторічний портнер по команді Андрій Нестеров.

### «Металург»
Свій перший матч в основному складі «Металурга» Євген провів 17 серпня 2008 року, за вісім днів до свого вісімнадцятиріччя, вийшовши на заміну Віталію Вернидубу на 89-й хвилині у виїзному матчі Прем'єр-ліги проти київського «Динамо», який запоріжці програли з рахунком 2:0. У матчі зі столичним грандом Євген відіграв всього дві хвилини. Спочатку футболіст використовувався тренерським штабом «Металурга» на позиції захисника, згодом був переведений до півзахисту. Свій перший сезон, 2008–2009 років, Євген відіграв, намагаючись потрапити до основного складу команди. Всього за сезон Опанасенко відіграв десять матчів. На той час у команді грало багато майстерних футболістів, зокрема українці Володимир Аржанов, Дмитро Безотосний, Віталій Вернидуб, Віталій Постранський, Тарас Степаненко тощо, два білоруських спортсмени — Ян Тигорєв і Артем Челядинський, а також камерунський захисник Адольф Тейку. Той сезон «козаки» закінчили на сьомому місці у турнірній таблиці із 45-ма очками, маючи 12 перемог, 9 нічиїх та 9 поразок, а тренував клуб Анатолій Чанцев, якого посеред сезону змінив Олег Лутков.

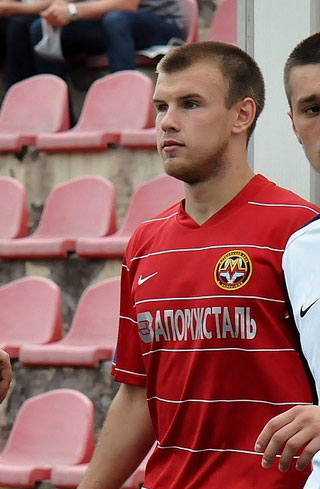
Опанасенко під час виступів за «Металург». 21 травня 2011 року.

З наступного сезону 2009–2010 років Євген став частіше виходити на футбольне поле, під керівництвом нового тренера клубу, Романа Йосиповича Григорчука, який пропрацював у клубі з перервами півсезону. При новому спеціалісті, який на той час тільки приїхав з Латвії у стані кількаразового чемпіона цієї країни, команда почала грати, за словами Опанасенка, у якісно новий та видовищний футбол. Тренер багато приділяв тактиці у грі «козаків». Вже наступного року у сезоні 2010–2011 років Опанасенко став гравцем основного складу команди. 27 березня 2010 року відкрив рахунок забитим м'ячам в основному складі «Металурга», відзначившись відразу двома голами у грі чемпіонату проти луганської «Зорі». Однак, за результатами сезону запорізький клуб посів останнє, 16-те, місце у турнірній таблиці Прем'єр-ліги, вигравши шість з тридцяти матчів та забивши 18 м'ячів. Наступний сезон 2011–2012 років клуб розпочав у першій лізі. Там, у другому дивізіоні чемпіонату України, команда за результатами сезону зайняла друге місце у турнірній таблиці, що дало їй змогу відновитися у класі.
15 лютого 2013 року перед товариським матчем із грозненським Тереком, за рішенням футболістів команди Євген став віце-капітаном основної команди клубу. Посаду ж капітана отримав Сергій Рудика, а також три футболісти стали також віце-капітанами — Євген Пісоцький, Жуніор Годой та Віталій Руденко.. Усього у сезоні 2012–2013 років Євген відіграв 28 матчів, де у кожному з них виходив на поле у стартовому складі. За цей час футболіст відіграв 2422 хвилини на полі й п'ять разів був попереджений «жовтими картками» арбітрами.
Свій 120-й матч футболіст відіграв у виїзному матчі 4-го туру Прем'єр-ліги чемпіонату України сезону 2013–2014 років, 3 серпня 2013 року. Матч проходив в Ужгороді проти місцевої «Говерли» на стадіоні «Авангард», де команди відіграли на нічийний результат 1:1. Останні два роки, проведені у «Металурзі», Євген регулярно отримував різні пропозиції від сторонніх футбольних клубів, а молодий футболіст і сам був не проти пограти в інші команді. Однак, керівництво «козаків» не бажало відпускати одного зі своїх лідерів, тому, за словами Євгена, пропонувало за трансфер гравця величезні суми коштів. У грудні 2013 року одеський «Чорноморець» підписав з Опанасенком попередній контракт, мав вступити у силу з 1 червня 2014 року, після того як завершився б контракт з запорізьким футбольним клубом. Наприкінці зимових канікул, які затягнулися через російську інтервенцію в Україну, наприкінці тренувальних зборів, Євген опанасенко отримав травму, через що майже повністю пропустив другу половину сезону 2013–2014 років.
|                                                                           | Хочу сказати всім уболівальникам клубу велике спасибі, і побажати, щоб Металург завжди залишався у Прем'єр-лізі та ніколи більше не боровся за виживання. Я теж за це буду вболівати. До побачення! Оригінальний текст (рос.) Хочу сказать всем болельщикам клуба большое спасибо, и пожелать, чтобы Металлург всегда оставался в Премьер-лиге и никогда больше не боролся за выживание. Я тоже за это буду болеть. До свидания! |
| — Звернення Євгена Опанасенка до вболівальників запорізького «Металурга», | |

### «Чорноморець»

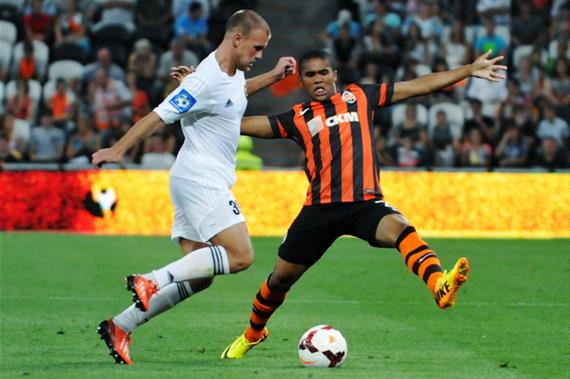
Опанасенко проти Дугласа Кости. 19 серпня 2013 року.

1 червня 2014 року, як і планувалося, Євген перейшов до одеського футбольного клубу «Чорноморець», ставши першим його новачком у сезоні 2014–2015. За словами футболіста, він перейшов до команди «моряків», здебільшого через те, що на посаді головного тренера клубу працював його колишній наставник Роман Йосипович Григорчук, який кілька років тому тренував запорізьку команду. Втім у одеській команді Євген провів лише пів року і в кінці року після уходу Григорчука також покинув команду.

### «Зоря»
У лютому 2015 року Опанасенко перейшов до луганської «Зорі». В складі «Зорі» дебютував 28 лютого 2015 року в матчі проти «Олімпіка», вийшовши в основі. У складі луганчан швидко став основним гравцем і у сезоні 2015/16 став фіналістом Кубка України, а наступного року — бронзовим призером чемпіонату України.

### «Коньяспор» та Ворскла
18 липня 2018 року він став футболістом турецького «Коньяспору», але там грав вкрай рідко, провівши за півтора роки лише 9 ігор у Суперлізі, і 30 січня 2020 року повернувся на батьківщину, ставши гравцем «Ворскли». У тому ж році став з командою фіналістом Кубка України 2019/20.

### Інші
Захищав кольори криворізького «Кривбасу».

## Збірна
З 2010 року почав викликатися до табору молодіжної збірної України, дебютував у складі цієї команди 9 жовтня 2010 року, вийшовши на заміну у грі проти однолітків з Нідерландів. У тому матчі українські спортсмени виграли гру й вийшли до фінальної частини чемпіонату Європи. На той час молодіжну збірну України тренував відомий вітчизняний тренер Павло Яковенко.Всього провів у складі молодіжки за три роки 10 ігор.

### Матчі
| 01 | 9 жовтня 2010     | Роттердам            | Стадіон Спарта Гет Кастіл        | Нідерланди (U-21) | 3-1 | Євро 2011, кваліфікація  |  |    |  | [ 20 ] |
| 02 | 17 листопада 2010 | Угерске Градіште     | Міський стадіон імені М. Валента | Чехія (U-21)      | 1-2 | Товариський матч         |  | ?' |  | [ 21 ] |
| 03 | 9 серпня 2011     | Київ                 | Оболонь-Арена                    | Ізраїль (U-21)    | 3-0 | Товариський матч         |  |    |  | [ 22 ] |
| 04 | 6 вересня 2011    | Птуй                 | Птуйський стадіон                | Словенія (U-21)   | 0-2 | Євро 2013, кваліфікація  |  |    |  | [ 23 ] |
| 05 | 11 листопада 2011 | Севастополь          | СКС-Арена                        | Фінляндія (U-21)  | 1-1 | Євро 2013, кваліфікація  |  |    |  | [ 24 ] |
| 06 | 15 листопада 2011 | Севастополь          | СКС-Арена                        | Литва (U-21)      | 2-0 | Євро 2013, кваліфікація  |  |    |  | [ 25 ] |
| 07 | 19 січня 2012     | Санкт-Петербург      | СКК «Петербурзький»              | Молдова (U-21)    | 1-0 | Кубок Співдружності 2012 |  |    |  | [ 26 ] |
| 08 | 29 січня 2012     | Санкт-Петербург      | СКК «Петербурзький»              | Латвія (U-21)     | 3-0 | Кубок Співдружності 2012 |  |    |  | [ 27 ] |
| 09 | 29 лютого 2012    | Санта-Марія-да-Фейра | Марколіно де Кашто               | Португалія (U-21) | 0-2 | Товариський матч         |  |    |  | [ 28 ] |
| 10 | 15 серпня 2012    | Київ                 | Оболонь-Арена                    | Словенія (U-21)   | 2-0 | Євро 2013, кваліфікація  |  |    |  | [ 29 ] |

Всього: 10 матчів; 6 перемог, 1 нічия, 3 поразки.

## Статистика виступів
| «Чорноморець» О                                                                              | ПЛ                | 14-15             | 0   | 0 | 0  | 0 | -  | -  | - | 0   | 0  |
| «Чорноморець» О                                                                              | Всього            | Всього            | 0   | 0 | 0  | 0 |    | 0  | 0 | 0   | 0  |
| «Металург» З                                                                                 | ПЛ                | 13-14             | 18  | 1 | 2  | 0 | -  | -  | - | 20  | 1  |
| «Металург» З                                                                                 | ПЛ                | 12-13             | 27  | 0 | 1  | 0 | ПД | 1  | 0 | 29  | 0  |
| «Металург» З                                                                                 | 1Л                | 11-12             | 26  | 4 | 4  | 0 | -  | -  | - | 30  | 4  |
| «Металург» З                                                                                 | ПЛ                | 10-11             | 25  | 0 | 3  | 0 | -  | -  | - | 28  | 0  |
| «Металург» З                                                                                 | ПЛ                | 09-10             | 18  | 2 | 2  | 0 | ПД | 7  | 4 | 27  | 6  |
| «Металург» З                                                                                 | ПЛ                | 08-09             | 10  | 0 | 0  | 0 | ПД | 12 | 0 | 22  | 0  |
| «Металург» З                                                                                 | ВЛ                | 07-08             | 0   | 0 | 0  | 0 | ПД | 6  | 0 | 6   | 0  |
| «Металург» З                                                                                 | ВЛ                | 06-07             | 0   | 0 | 0  | 0 | ПД | 1  | 0 | 1   | 0  |
| «Металург» З                                                                                 | Всього            | Всього            | 124 | 7 | 12 | 0 |    | 27 | 4 | 163 | 11 |
| «Металург-2» З                                                                               | 2Л                | 07-08             | 19  | 1 | 0  | 0 | -  | -  | - | 19  | 1  |
| «Металург-2» З                                                                               | 2Л                | 06-07             | 8   | 1 | 0  | 0 | -  | -  | - | 8   | 1  |
| «Металург-2» З                                                                               | Всього            | Всього            | 27  | 2 | 0  | 0 |    | 0  | 0 | 27  | 2  |
| Всього за кар'єру                                                                            | Всього за кар'єру | Всього за кар'єру | 151 | 9 | 12 | 0 |    | 27 | 4 | 190 | 13 |
| 2Л — друга ліга; ВЛ — вища ліга; ПД — першість дублерів; ПЛ — Прем'єр-ліга; 1Л — перша ліга. |                   |                   |     |   |    |   |    |    |   |     |    |
| Останнє оновлення 19 червня 2014                                                             |                   |                   |     |   |    |   |    |    |   |     |    |

## Титули та досягнення
«Металург» Запоріжжя:
- Срібний призер першої ліги чемпіонату України (1): 2011/12

«Зоря» Луганськ:
- Бронзовий призер чемпіонату України (1): 2016/17
- Фіналіст Кубка України: 2015/16

«Ворскла»:
- Фіналіст Кубка України: 2019/20